# دان وايت (لاعب كرة قدم أمريكية)
دان وايت (بالإنجليزية: Dan White)‏ هو لاعب كرة قدم أمريكية أمريكي، ولد في 14 سبتمبر 1972.